# سل-ژل

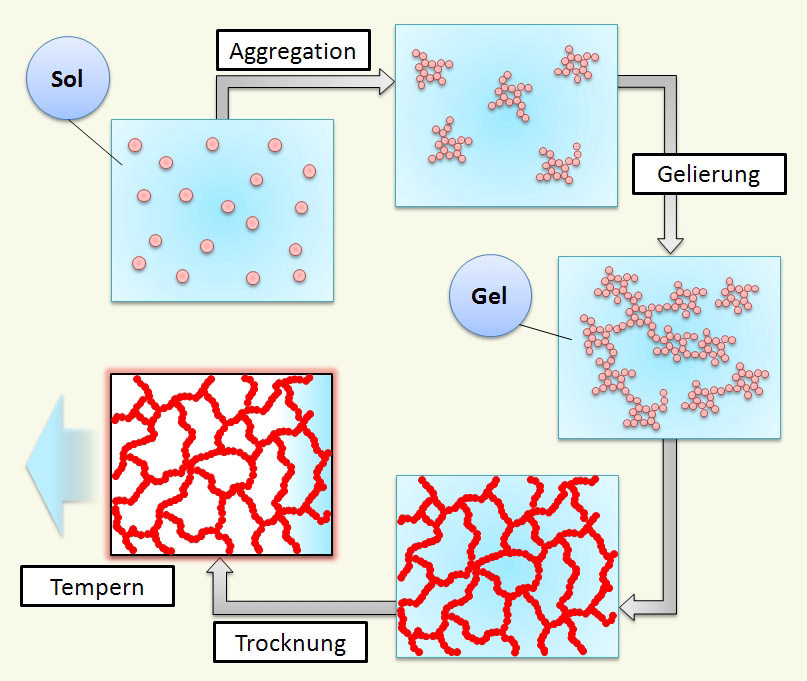
فرایند تکثیز و ساخته شدن سل ژل

فرایند سل-ژل (به انگلیسی: Sol-gel) که همچنین با نام رسوب‌دهی محلول شیمیایی (به انگلیسی: Chemical Solution Deposition) از آن یاد می‌شود، یک روش شیمیایی مرطوب (رویکرد پایین به بالا) است که در مهندسی و علم مواد و مهندسی سرامیک به‌طور گسترده برای سنتز انواع نانوساختارها استفاده می‌شود. روش سل- ژل روش ارزانی است که به دلیل دمای پایین واکنش می‌توان با این روش نانو ذراتی با کیفیت بالا (تولید ذرات با اندازه یکسان) و با خلوص بالا تهیه کرد. این فرایند شامل یک سری واکنش‌های شیمیایی برگشت‌ناپذیر است که در نهایت منجر به تولید محصول نهایی می‌شود. در حقیقت این واکنش‌ها باعث تبدیل مولکول‌های محلول همگن اولیه به عنوان سل، به یک مولکول نامحدود، سنگین و سه بعدی پلیمری به عنوان ژل می‌شوند.
این روش معمولاً برای تولید مواد (به عنوان مثال اکسید فلزات) با شروع از یک محلول کلوئیدی (سل) که به عنوان پیش‌ماده برای یک شبکه به‌هم‌پیوسته (ژل) از ذرات گسسته یا پلیمرهای شبکه‌ای است، بکار می‌رود. پیش‌ماده‌های معمول شامل آلکوکسید و نمک فلزات (از قبیل کلریدها، نیتریدها و استات‌ها) هستند که تحت واکنش‌های مختلف هیدرولیز و بسپارش مرحله‌ای قرار می‌گیرند.

### واکنش‌هایی که فرایند سل ژل بر پایه آنها بنا شده‌است
برای این کار حلال (آب یا الکل) و پیش ماده را باهم حل می‌کنیم تا محلول همگن آماده شود، پیش ماده در واقع ماده ایست که قرار است در طول فرایند محصول نهایی را شکل دهد، که معمولاً شامل یون‌هایی از یک فلز یا آلکوکسیدهای فلزی می‌باشد.
دومین مرحله تبدیل یک محلول همگن به سل است. در این مرحله واکنش هیدرولیز صورت می‌گیرد، در واقع بر اثر این واکنش آب مولکولی را شکسته و به مولکول‌های ساده‌تر تبدیل می‌کند. برای تشکیل سل کمی آب به محیط واکنش اضافه می‌کنند تا واکنش هیدرولیز صورت بگیرد و ذرات ریز در حلال پراکنده شوند و تشکیل مخلوط کلوئیدی می‌دهند که عبارتست از ذرات جامد پراکنده شده در فاز حلال که به علت کوچکی ذرات جامد، قادر است برای مدت بسیار طولانی پایدار بماند و ته‌نشین نشود.
مرحله سوم تشکیل ژل می‌باشد برای این کار کافی است، محلول ساخته شده را به نوعی تحریک کرده، تا ذرات ریز پراکنده شده شروع به نوعی گردهمایی کنند، واکنش تراکم دقیقاً عکس واکنش هیدرولیز است. در هیدرولیز مولکولی درشت با مصرف آب به اجزاء ساده‌تر تبدیل می‌شود، اما در تراکم دو مولکول ساده به هم می‌پیوندند و تشکیل یک مولکلول پیچیده‌تر را می‌دهند. بعد از این فرایند، ژل مرطوب حاصل می‌شود حال باید به روشی حلال را از آن جدا کنیم تا ژل خشک شود و به محصول نهایی برسیم.
اگر ماده را در محیط قرار دهیم تا خود به خود خشک شود (خشک کردن معمولی)، در این حالت، ماده حاصله زروژل نام می‌گیرد. زروژل به ژلی گفته می‌شود که تمام مایع داخل حفرات ژل خارج شده‌است، به گونه ای که ساختار کمی متراکم تر و فشرده تر شده‌است ولی اگر در شرایط فوق بحرانی مایع موجود در یک ژل خارج شود ما به ساختار ماده ای متخلخل باچگالی اندک به نام آئروژل می‌رسیم. نوع خشک کردن بر خواص ژل تأثیر مستقیم دارد. در نتیجه نحوه خشک کردن بستگی مستقیم به نوع محصول و ویژگی‌های آن دارد.
مواد حاصل از روش سل ژل می‌تواند در کاربردهای نورشناسی و الکترونیک، انرژی، روکش دهی سطوح، سنسورهای زیستی، دارویی و غیره به کار برده شود.

## انواع روش سل- ژل بر اساس نوع پیش ماده مورده استفاده

### تقسیم‌بندی بر اساس نوع نمک
1. پیش ماده‌های آلکوکسیدی
2. پیش ماده‌های نمک فلزی

### تقسیم‌بندی بر اساس نوع محیط پیرامون
1. پیش ماده‌های پلیمری
2. پیش ماده‌های آبی

## کلوئید
اصطلاح کلوئید از ترکیب دو کلمه یونانی Kolla (به معنی چسب) و eidos (به معنای شبیه) بدست آمده‌است که اولین بار توسط دانشمند انگلیسی به نام توماس گراهام بکار برده شد.

## سل
عموماً سل عبارت است از سوسپانسیون پایدار از ذرات جامد کلوئیدی یا پلیمری که در یک مایع قرار دارند. این ذرات می‌توانند آمورف یا کریستالی باشند. ذرات جامد کلوئیدی که ابعادی نانومتری دارند از طریق دو واکنش تشکیل می‌شوند به زبانی ساده‌تر سل مخلوطی است از جامدهایی با اندازه‌های متفاوت و بین ۱ تا ۱۰۰ نانومتر در آب که ته‌نشین نمی‌شوند و عبارتند از:
1. هیدرولیز: در اثر حل شدن نمک در آب، کاتیون فلزی با آب کمپلکس تشکیل می‌دهد. در این حالت انتقال جفت الکترون از مولکول آب به اربیتال‌های خالی کاتیون فلز واسطه وجود دارد. بار جزئی هیدروژن افزایش می‌یابد و مولکول آب خاصیت اسیدی پیدا می‌کند. بر اساس مقدار اسیدی بودن آب، انواع واکنش‌های هیدرولیز را می‌توان د اشت. به‌طور کلی با افزایش دانسیته بار فلز، افزایش تعداد پل‌های یون‌های فلزی توسط لیگاندهای اکسو و هیدروکسو و افزایش تعداد هیدروژن موجود در لیگاندها، هیدرولیز آسان‌تر می‌شود.
2. کندانسیون: این واکنش توسط دو مکانیزم مختلف هسته دوستی انجام می‌شود و بستگی به عدد همسایگی فلز دارد. وقتی عدد همسایگی مورد نظر مهیا باشد، کندانسیون توسط یک واکنش جانشینی هسته دوستی انجام می‌شود و وقتی عدد همسایگی مورد نظر فلز مهیا نباشد، افزودنی هسته دوستی وجود دارد. واکنش کندانسیون که در واقع نوعی پلیمراسیون محسوب می‌شود خود به دو دسته تقسیم می‌شود:
3. الیشن: یک فرایند کندانسیون است به‌طوری‌که پل‌های هیدروکسیدی بین دو فلز به وجود می‌آید.
4. اکسیلیشن: واکنش کندانسیونی است که در آن پل‌های اکسیژنی بین دو فلز به وجود می‌آید.

### مراحل تشکیل سل
مراحل تشکیل سل به‌طور کلی به سه دسته تقسیم‌بندی می‌شوند:

۱- تشکیل محلولی حقیقی از پیش ماده مورد نظر (پیش ماده‌های آلکوکسیدی یا پیش ماده‌های نمک فلزی) و حلال که می‌تواند آب، الکل یا اسید باشد.

۲- تشکیل محلول کلوئیدی (سل) از طریق تبدیل اتم‌های فلزی به کامپلکس‌های فلزی توسط واکنش‌های هیدرولیز و کندانسیون، که در واقع واکنش‌های به وجود آورنده ذرات کلوئیدی می‌باشند، با انجام این واکنش‌ها ذرات بزرگ شده و به ابعاد ذرات کلوئیدی یعنی ۱nm تا حدود ۱۰۰nm می‌رسند. در این مرحله نانوذرات که معمولاً آمورف می‌باشند تشکیل شده‌است.

۳- پایدار کردن ذرات کلوئیدی و جلوگیری از ته‌نشین شدن آن‌ها توسط یک عامل پایدارکننده. این عامل می‌تواند توسط کنترل عوامل محیطی از قبیل کنترل pH، دمای سل، میزان همزدن سل کنترل شود یا از طریق افزودن مواد شیمیایی کنترل گردد.

## تفاوت سل با محلول
کلوئیدها از یک نظر شبیه محلول‌ها هستند و از جهاتی دیگر به کلی با آن‌ها متفاوتند. هر سیستم کلوئیدی حداقل دارای دو بخش است:

۱ – فاز پراکنده

۲ – محیط پراکندگی

اما محلول‌های حقیقی فقط یک فاز دارند و ماده حل شده و حلال باهم یک فاز را تشکیل می‌دهند. تفاوت بعدی اندازه ذرات در سل یعنی کلوئیدها و اندازه ذره در محلول یعنی اتم‌ها و یون‌ها است. در سل اندازه ذرات کلوئیدی معمولاً بین ۵۰ تا ۲۰۰۰ آنگستروم است. اما در محلول اندازه اتم‌ها و یون‌ها در حد آنگستروم است.

### اندازه‌های کلوییدی
اگر جسمی را که نرم ساییده شده‌است در آب بریزیم، یکی از سه حالت زیر پیش می‌آید:

۱. ممکن است یک «محلول حقیقی» تشکیل شود که نتیجهٔ پراکنده شدنِ اتم‌ها، مولکول‌ها یا یون‌های آن جسم در یک حلاّل است. اندازهٔ ذرات در این محلول از حدود ۱nm تجاوز نمی‌کند؛

۲. این امکان وجود دارد که ذراتِ بزرگتر از حدود ۱۰۰nm باقی بمانند. این ذرات میکروسکوپی، به‌تدریج ته‌نشین می‌شوند. از آنجا که این ذرات به‌طور موقت معلق‌اند و بر اثر ماندن ته‌نشین می‌شوند، به مخلوط حاصل، «مخلوط معلق» یا «سوسپانسیون» می‌گویند؛

۳. ذراتی که اندازهٔ آن‌ها از ۱nm تا حدود ۱۰۰nm تغییر می‌کند، معمولاً به صورت پراکنده در همه‌جای محیط باقی می‌مانند. این نوع مخلوط «کلویید» نامیده می‌شود. به عبارت دیگر، در یک مخلوط کلوییدی با «نانوذرات» سروکار داریم.

کلوییدها در میانهٔ سوسپانسیون‌ها و محلول‌ها قرار می‌گیرند، ولی ناهمگن به‌شمار می‌روند. محیط‌های پیوسته همچون آب یا الکل و جسم پراکنده، هرکدام وضعیت جداگانه‌ای به وجود می‌آورند.

### پایدارسازی سل
منظور از پایدارسازی سل این است که ذرات کلوئیدی ته‌نشین نشوند و همچنان به صورت سوسپانسیون باقی بمانند تا بتوان همچنان به آن طبق تعریف سل گفته شود. پایداری یا انعقاد سل در فرایند سل - ژل بسیار مهم می‌باشد و ساختار و شبکه ژل به دست آمده با اندازه و شکل ذرات تجمع یافته اولیه مرتبط می‌باشد.

### انواع سل

#### سل کلوئیدی
منظور از سل کلوئیدی سلی است که در آن تشکیل ژل فقط از طریق چسبیدن (آگلومراسیون) ذرات کلوئیدی به وجود می‌آید.

##### سل‌های کلوئیدی مونودیسپرس
در این نوع سل‌ها، تمام ذرات دارای شکل و اندازه یکسان می‌باشند و تشکیل این نوع سل به دلیل میل شدید به آگلومره شدن بسیار دشوار است.

##### سل‌های کلوئیدی پلی دیسپرس
اکثر سیستم‌های کلو ئیدی به این صورت می‌باشند و اندازه ذرات در آن‌ها یکسان نیست و برای بیان اندازه ذرات از متوسط مقادیر استفاده می‌شود.

### سل‌های ماکرومولکولی یا پلیمری
منظور از سل پلیمری سلی است که در آن تشکیل ژل از طریق اتصال ذرات کلوئیدی توسط زنجیره‌های پلیمری به وجود می‌آید. در این سیستم‌ها رشد ذرات با تشکیل پلیمر صورت می‌گیرد و این پلیمرها با یکدیگر اتصال برقرار کرده و سپس حلال ر ا در میان خود به تله می‌اندازند و سرانجام یک جسم نیمه جامد تشکیل می‌شود که به آن ژل می‌گویند. این نوع سل‌ها معمولاً از ارگانومتالیک‌های محلول در الکل حاصل می‌شوند.

### مکانیزم پایدارسازی در سل‌های کلوئیدی
پایداری یک سل کلوئیدی بستگی به مقدار پتانسیل زتا دارد، به‌طوری‌که هرچه پتا نسیل زتا بیشتر باشد پایداری سل بیشتر می‌باشد. برای یک پتانسیل سطحی یکسان، سد و نیروی دفعی برای ذرات بزرگتر بیشتر می‌باشد. ارتباط متفاوت بین نیروی جاذبه و نیروی دافعه با اندازه، سبب می‌شود که وقتی اندازه ذرات از حدی بزرگتر شد، نیروی دافعه بر نیروی جاذبه غلبه کرده و سل پایدار شود.

### موارد متأثر در انعقاد (آگلومره شدن و تشکیل ژل) در سل‌های کلوئیدی
اصولاً انعقاد ذرات سل ناشی از موارد زیر می‌باشد:
1. کاهش پتانسیل سطحی ناشی از تغییردر pH پی اچ
2. افزایش غلظت الکترولیت در حلال.

#### پپتیده شدن
در بعضی مواقع کلوئید انعقاد یافته، می‌تواند دوباره پخش شود که به این فرایند پپتیده شدن گفته می‌شود.

### مکانیزم تشکیل نانوذرات در سل‌های کلوئیدی
سه نوع مکانیزم مختلف برای تشکیل نانو ذرات و جلوگیری از درشت شدن ذرات در سل‌های کلوئیدی پیشنهاد شده‌است که عبارتند از:

### مکانیزم پایدارسازی در سل‌های پلیمری
مکانیزم پایدارسازی در سل‌های پلیمری عبارتست از تشکیل یک ابر مولکول که همچون یک نخ تسبیح طویل که مهره‌های آن در واقع همان ذرات کلوئیدی می‌باشنددر سرتاسر ظرف واکنش گسترش میابد و بدین ترتیب با فراهم آوردن بستری مناسب باعث جلوکیری از رسوب ذرات کلوئیدی می‌گردد. در واقع این روش را می‌توان به درخت سیبی تشبیه کرد که در آن شاخه‌های اصلی و فرعی درخت همان شبکه پلیمری و میوه‌ها ذرات کلوئیدی می‌باشند که بعد از کلسیناسیون به فرم نانو ذره تبدیل می‌شوند.

### مکانیزم تشکیل نانو ذرات در سل‌های پلیمری
مکانیزم تشکیل نانو ذرات در سل‌های پلیمری یا ماکرومولکولی هر عاملی است که موجب پایداری شبکه پلیمری یا ابر مولکولی به وجود آمده می‌شود. در واقع هر عاملی که بتواند مانع از کراس لینک شدن پلیمر شود یا هر عاملی که موجب تشویق فرایند پلیمراسیون گردد. این ابر مولکول حاصل واکنش شیمیایی فی‌مابین مواد مورد استفاده جهت تشکیل یک پلیمر می‌باشد. به عنوان مثال در روش پچینی این ابر مولکول حاصل بسپارش مونومر استر می‌باشد که حاصل از واکنش استری شدن بین اسید سیتریک و اتیلن گلیکول می‌باشد. هر عاملی که موجب کراس لینک شدن این ابر مولکول شود برای تشکیل نانو ذرات مضر می‌باشد.

## ژل
عبارت است از یک شبکه پیوسته سه بعدی متخلخل که یک فاز مایع را در خود جای داده‌است. دراکثر سیستم‌های سل - ژل، تشکیل ژل با ایجاد پیوندهای کووالانسی بوده و ژل برگشت‌پذیر نیست یعنی قابلیت برگشت به حالت سل را ندارد. اگر ژل حاصل دارای پیوندهای دیگری غیر از پیوند کووالانسی باشد می‌تواند برگشت‌پذیر باشد.

### انواع ژل بر اساس مکانیزم تشکیل

#### ژل‌های کلوئیدی
در ژل کلوئیدی، شبکه توسط آگلومره شدن (چسبیدن) ذرات کلوئیدی به وجود می‌آید.

#### ژل پلیمری
در ژل پلیمری شبکه دارای یک ریز ساختار پلیمری می‌باشد به عبارتی واحدهای پلیمری می‌باشند که تشکیل ژل می‌دهند.

## مراحل تشکیل ژل
بعد از مراحل ۳ گانه که در تشکیل سل بیان شد، مراحل تشکیل ژل که در واقع در دنباله مراحل تشکیل سل است بسته به نوع ژل (کلوئیدی یا پلیمری) عبارتند از:
1. اگر ژل کلوئیدی باشد، از به هم چسبیدن ذرات کلوئیدی توسط نیروهای ضعیف واندروالسی در اثر تبخیر حلال پیرامون ذرات کلوئیدی به وجود می‌آید.
2. اگر ژل پلیمری باشد، یعنی محیط پیرامون ذرات کلوئیدی از مولکول‌هایی تشکیل شده باشد که مستعد تشکیل یک زمینه پلیمری باشد، در این صورت ذرات کلوئیدی همانند کشمش در یک کیک کشمشی تثبیت می‌شوند، لذا با تغییر عوامل پیرامونی مثل تنظیم pH، دما و زمان یا افزودن مواد شیمیایی می‌توان به پایدارسازی این شبکه پلیمری سوق پیدا کنیم. سپس با قرار دادن این ژل تشکیل شده در داخل آون می‌توان از شر شبکه پلیمری پیرامون آن خلاصی پیدا کرد و فقط نانو ذرات را خواهیم داشت. در نهایت با قرار دادن محصول حاصل در کوره با دانستن کمترین دمای کلسیناسیون می‌توان نانوذرات آمورف را به نانو ذرات کریستالین تبدیل نمود.

### انواع ژل بر اساس طرز خشک شدن

#### زیروژل(Xerogel)
خروج حلال از حفرات در هنگام خشک کردن باعث ایجاد نیروی مویینگی شده و در نتیجه سبب انقباض شبکه ژل می‌شود. ژلی که در اثر خشک شدن به دست می‌آید زیروژل نامیده می‌شود. زیروژل نسبت به ژل تر اولیه معمولاً حجم کمتری دارد و به علت استرس ناشی از خشک کردن، ژل یکپارچه خراب شده و پودر حاصل می‌شود.

#### ایروژل(aerogel)
وقتی ژل تر تحت شرایطی خشک شود که شبکه و حفرات تغییر حجم نداده و در نتیجه حجم ژل خشک به دست آمده برابر با حجم ژل تر باشد، این ژل چون در آن انقباض رخ نداده، به آن ایروژل گفته می‌شود. بسیار چگالی کمی دارد و شدیداً متخلخل می‌باشد ولی در آن استرس‌های ناشی از انقباض وجود ندارد. اگر ژل خیس درون اتوکلاو قرار داده شود و تحت شرایط خاصی خشک شود، ممکن است میزان انقباض به دلیل حذف فشار موئینگی اندک باشد. این فرایند به خشک کردن بحرانی موسوم است و محصول حاصل نیز ایروژل نامیده می‌شود.

### انواع ژل بر اساس نوع حلال

#### آلکوژل(Alchogel)
ژلی است که نوع حلال آن یک الکل بوده‌است.

#### هیدروژل(Hydrogel)
ژلی است که حلال آن آب بوده‌است.